# Lispe frontalis
Lispe frontalis este o specie de muște din genul Lispe, familia Muscidae, descrisă de Zielke în anul 1972.
Este endemică în Madagascar. Conform Catalogue of Life specia Lispe frontalis nu are subspecii cunoscute.